# Oleg Gusev
Oleh Anatoliyovych Husyev (en ucraniano: Олег Анатолійович Гусєв; Stepánivka, Unión Soviética, 25 de abril de 1983), o simplemente Oleg Gúsev es un exfutbolista ucraniano que jugaba de centrocampista. Fue internacional con la selección de fútbol de Ucrania.

## Biografía
Oleh Husyev (transliterado también como Gúsev), que actúa como centrocampista por la banda derecha, empezó su carrera futbolística en las categorías inferiores de un equipo de su ciudad natal, el Spartak Sumy. En 2002 ficha por el Arsenal de Kiev.
Al año siguiente firma un contrato con el Dinamo de Kiev, donde estaría el resto de su carrera. En el club ha ganado dos Ligas y tres Copas de Ucrania. Fue elegido mejor jugador de la Liga Premier de Ucrania en 2005. En 2006, ante la magnífica labor que hizo Oleg en el Mundial, el Olympique de Lyon intenta ficharlo, pero el jugador rechazó la oferta.
En 2008 sufrió una lesión de rodilla que le mantuvo alejado de los terrenos de juego unos meses.

## Selección nacional
Ha sido internacional con la Selección de fútbol de Ucrania en 63 ocasiones. Su debut con la camiseta nacional se produjo el 20 de agosto de 2003 en un partido amistoso contra Rumania (0-2), en el que Husyev saltó al campo en la segunda mitad sustituyendo a su compatriota Serhiy Tkachenko.
Participó en la Copa Mundial de Fútbol de Alemania de 2006. Ucrania quedó segunda en la fase de grupos y Husyev participó en esos tres partidos: España 4-0 Ucrania, Arabia Saudita 0-4 Ucrania y Ucrania 1-0 Túnez. En octavos de final el equipo se enfrentó a Suiza y el resultado final fue de empate a cero. Oleh Husyev anotó el tanto decisivo en la tanda de penaltis y con ello el equipo pasó de ronda. En cuartos de final Ucrania dijo adiós tras caer derrotada ante Italia por 3 a 0, en un partido en el que Husyev fue titular. En total, Oleh Husyev disputó 435 minutos en ese campeonato.

## Clubes
| Club              | País    | Año         |
| ----------------- | ------- | ----------- |
| Arsenal Kiev      | Ucrania | 2002 - 2003 |
| FC Dinamo de Kiev | Ucrania | 2003 - 2018 |

## Títulos
- 5 Ligas de Ucrania (Dinamo de Kiev, 2004, 2007, 2009, 2015 y 2016)
- 5 Copas de Ucrania (Dinamo de Kiev; 2005, 2006, 2007, 2014 y 2015)
- 5 Supercopas de Ucrania (Dinamo de Kiev; 2004, 2006, 2007, 2016 y 2018))
- Mejor jugador de la Liga Premier de Ucrania en 2005
- Futbolista del año en Ucrania (2007)